# Остров (Ельский район)
Остров (бел. Востраў) (до 1937 года Шаринский Остров) — деревня в Ремезовском сельсовете Ельского района Гомельской области Беларуси.

## География

### Расположение
В 2 км на запад от районного центра и железнодорожной станции Ельск (на линии Калинковичи — Овруч).

## Транспортная сеть
Рядом автодорога Ремезы — Ельск.

## История
Основана в начале XX века переселенцами из соседних деревень. В 1917 году хутор, в Королинской волости Мозырского уезда Минской губернии. В 1930 году организован колхоз «Красный Остров», работала кузница. 10 жителей погибли на фронтах Великой Отечественной войны. В 1959 году в составе совхоза «Ельский» (центр — город Ельск). Планировка состоит из прямолинейной широтной улицы. Деревянные крестьянские усадьбы стоящие по одной стороне улицы.
До 16 декабря 2009 года в составе Богутичского сельсовета.

## Население

### Численность
- 2004 год — 7 хозяйств, 7 жителей.

### Динамика
- 1917 год — 61 житель.
- 1959 год — 90 жителей (согласно переписи).
- 2004 год — 7 хозяйств, 7 жителей.